# Захватаево
Захвата́ево — деревня в Малмыжском районе Кировской области. Входит в состав Мелетского сельского поселения.

## География
Деревня расположена на расстоянии 39 км от посёлка Малмыж, административного центра района. Абсолютная высота — 116 м над уровнем моря.

## Население
| 2010 |
| ---- |
| 49   |

## Улицы
- ул. Зелёная,
- ул. Советская,
- ул. Школьная.